# Johannes Erich Flade
Johannes Erich Flade (* 23. November 1926 in Dresden; † 6. Januar 2011 in Wismar) war ein deutscher Hippologe, Buchautor und Publizist.

## Wirken

### Ausbildung und Berufliche Laufbahn
Flade absolvierte 1946–1951 eine Landwirtschaftslehre und ein Studium der Agrarwissenschaften an der Martin-Luther-Universität Halle-Wittenberg, die er mit dem Titel des Diplomlandwirts abschloss. Danach wurde er wissenschaftlicher Mitarbeiter beim Sächsischen Pferdestammbuch/Landesverband Dresden und beim Landstallamt Moritzburg, wo er die im Zweiten Weltkrieg verlorene Zuchtkartei neu aufbaute. Er promovierte 1956 mit dem Thema Sächsisches Warmblutpferd zum Doktor der Agrarwissenschaften an der Martin-Luther-Universität Halle-Wittenberg.
1952–1961 war er als wissenschaftlicher Mitarbeiter und Leiter der Abteilung Pferdezucht am Institut für Tierzuchtforschung in Dummerstorf bei Rostock tätig, im Anschluss leitete er bis 1973 den Bereich Wissenschaftsorganisation/Ökonomie/Forschung im Institut, dem späteren Forschungszentrum für Tierproduktion Dummerstorf-Rostock. An der Agraringenierschule Zierow im Kreis Wismar war Flade 1973–1991 Fachschullehrer und Abteilungsleiter „Pferdezucht und -sport“. 1988 machte er den Abschluss zum Ingenieurpädagogen am Institut für Aus- und Weiterbildung von Ingenieurpädagogen in Schwerin, woraufhin er zum Fachschuldozenten ernannt wurde. Von 1976 bis 1991 war Flade zudem Lehrbeauftragter an der Hochschule für Körperkultur und Sport in Leipzig.
Als Gastdozent war Flade 1976–1993 an der Universität Rostock tätig und ab 1980 an der Universität Kaposvár, Ungarn. Letztere Universität verlieh ihm 1994 die Ehrendoktorwürde. Nach der Wiedervereinigung Deutschlands 1989 war Flade ehrenamtlich als Regionaler Zuchtbeauftragter des VZAP (Verband der Züchter des Arabischen Pferdes) sowie als Zuchtrichter im In- und Ausland tätig. Gemeinsam mit den Araberfachleuten Bruno Furrer und Alfred Zingg arbeitete er am Aufbau und der Betreuung einer Internet-Datenbank für Shagya-Araber mit.

### Ehrenamtliche Tätigkeiten
- 1956 bis 1974 Vorsitzender der Sektion Pferdesport Dummerstorf
- Mitglied des Trainerrates Military beim DPV der DDR und Leiter der Sektion Pferdesport beim Armeesportclub Berlin
- Vorsitzender der Berufsfachkommission für den Beruf Facharbeiter für Pferdezucht bei der Zentralstelle der Pferdezucht der DDR.
- Mitglied des Bezirksfachausschusses Pferdesport Rostock von 1956 bis 1970
- Vorsitzender des Arbeitskreises Aus- und Weiterbildung beim Präsidium des DPV der DDR
- ab 1989 Regionaler Zuchtbeauftragter des VZAP (Verband der Züchter und Freunde des Arabischen Pferdes)
- Ehrenmitglied des Asilclubs
- 1991 bis 1996 ehrenamtlicher Vorsitzender des Berufsausbildungsausschusses sowie des Unterausschusses „Pferdewirt/in“ beim Landwirtschaftsminister in Mecklenburg-Vorpommern.

## Leistungen
Johannes Erich Flade war ein in Fachkreisen weltweit angesehener Hippologe, Forscher, Lehrer und Berater auf dem Gebiet der Pferdekunde. Insgesamt ca. 600 wissenschaftliche und populärwissenschaftliche Veröffentlichungen zeugen von seinen eingehenden Recherchen und fundierten Detailkenntnissen. Das gilt für die Schriften über Pferde des Altertums, Koniks, Achal-Tekkiner, Kleinpferde, Shetlandponys, Sächsisches Warmblut, Kladruber und den Esel ebenso wie über das von ihm besonders hochgeschätzte Arabische Pferd. Speziell seine mit reichen wissenschaftlichen Daten belegten Arbeiten zu einzelnen Pferderassen erfahren immer wieder Neuauflagen. Sein umfangreiches Wissen in den Bereichen Geschichte, Verhaltenskunde und Beurteilung des Pferdes machten ihn auch außerhalb seiner beruflichen Lehrtätigkeit zu einem gefragten Fachmann und Referenten für Seminare und Weiterbildungen. Großen Anteil hatte an der Entwicklung von Pferdezucht und Pferdesport in der DDR. Im Bereich der Aus- und Weiterbildung von Fachkadern erwarb er sich bleibende Verdienste.
Flades besonderes Interesse galt dem Arabischen Vollblutpferd. Die von ihm ausgewählten, für das Institut für Tierzuchtforschung in Dummerstorf bei Rostock aus Polen importierten Vollblutaraber Abu Afas, Galka, Grazyna und Armenia bildeten eine wesentliche Basis für die Zucht des Arabischen Vollblutpferdes in der DDR. Für seine Studenten organisierte er, an restriktiven Behörden vorbei, Exkursionen in das Polnische Gestüt Janów Podlaski und weckte in ihnen nicht nur die Passion für das Arabische Pferd, sondern auch Verständnis und Hochachtung für die Geschichte Polens und seiner Menschen. Erste Fachbeiträge zur polnischen Araberzucht veröffentlichte er bereits 1955 und 1958. Sein 1962 in Erstauflage erschienenes Buch Das Araberpferd erfuhr sieben, immer wieder von ihm überarbeitete Neuauflagen. Sein 1997 erschienenes Buch Janów Podlaski und die polnische Araberzucht ist ein weiteres Standardwerk.

## Veröffentlichungen
- Der Stand der Polnischen Araberzucht, 1955 in Zeitschrift Tierzucht
- Die Linien der Polnischen Araberzucht, 1958 in Archiv für Tierzucht
- Shetlandponys (= Die Neue Brehm-Bücherei. Band 243). 1959 Wittenberg Lutherstadt, A. Ziemsen (2.1970, 3.1974, 4.1975, 5.1981, 6.1986, 7.1996, 8.2001)
- Shetlandponys in Deutschland: Geschichte, Hengstlinien, Gestüte, 2001 Asmussen Verlag, Gelting
- Das Araberpferd (= Die Neue Brehm-Bücherei. Band 291). 1962 Wittenberg Lutherstadt, A. Ziemsen (erweiterte und überarbeitete Nachauflagen 1966, 1977, 1978, 1982, 1989, 1990)
- Das Araberpferd, 1962 Stuttgart, Franck’sche Verlagsbuchhandlung
- Kleines abc Pferdezucht Pferdesport, 1968 Berlin, VEB Deutscher Landwirtschaftsverlag
- Flade, Johannes Erich/Gleß, Karlheinz: Kleinpferde, 1976 Berlin, VEB Deutscher Landwirtschaftsverband
- Janów Podlaski und die polnische Araberzucht, 1997 Gerlikon, ISG Verlag / tebasil Verlag
- Pferdezucht und -sport Grundwissen, 1984 Berlin, Dt. Landwirtschaftsverlag
- Das große Pferdebuch, 1984 Leipzig, Edition Leipzig
- Der Hausesel, 1990 Wittenberg Lutherstadt, Ziemsen
- Die Esel (= Die Neue Brehm-Bücherei. Band 638). 1999 Hohenwarsleben, Westarp Wissenschaften
- Araber züchten, aufziehen, halten: Eine Züchterfibel. 1998 Hildesheim, Olms Verlag
- Das Achal-Teke-Pferd (PDF; 1,2 MB), Schrift für Achal Tekkiner Züchter und Freunde e. V.